# شونجی ایساکی
شونجی ایساکی (انگلیسی: Shunji Isaki; ۵ فوریهٔ ۱۸۹۲ – ۱۲ ژوئیهٔ ۱۹۴۳) فرد نظامی اهل ژاپن بود.